# Turó de la Rebollera
El Turó de la Rebollera és un turó de 1.226,3 metres del terme actual de Conca de Dalt, pertanyent a l'antic municipi de Toralla i Serradell, al Pallars Jussà. És a la meitat del Serrat de la Rebollera, al nord-oest de Rivert, a llevant del Pigal del Llamp.